# ジョン・G・ペリー
ジョン・G・ペリー（John G. Perry、1947年1月19日 - 、ニューヨーク州オーバーン生まれ）は、イギリスで活躍するベーシストにしてシンガーである。

## 略歴
アメリカでイギリス人の両親に生まれたが、若い頃に家族でイギリスへ戻っている。1973年から1974年までキャラヴァンのメンバーであり、共に1枚のスタジオ・アルバム『夜ごとに太る女のために』（1973年）と、1枚のライブ・アルバム『キャラヴァン&ニュー・シンフォニア』（1974年）をレコーディングした。また、1998年のライブ・コンピレーション・アルバム『ソングス・フォー・オブリヴィオン・フィッシャーメン』にも参加時の音源が収録されている。
1976年に『サンセット・ウェイディング』というタイトルの最初のソロ・アルバムをリリースした。その後、ゴードン・ギルトラップ、アンソニー・フィリップス、ケヴィン・エアーズ、ソフト・マシーン、カーヴド・エアなど、他の多くのアーティストとコラボレーションした。また、1970年代の英国のバンド、クォンタム・ジャンプのメンバーだった。
1978年、スティーヴ・ハケットのセカンド・ソロ・アルバム『プリーズ・ドント・タッチ』の収録曲でリード・ボーカルを歌った。これは1978年の最初にリリースされた作品となった。彼の参加曲は「ナルニア」であった。しかし、カンサスのスティーヴ・ウォルシュがボーカルを担当したバージョンの「ナルニア」をアルバムのための可能性を秘めたシングルとして打ち出すことが考慮されたものの、カリスマ・レコードの経営陣がその考えを拒否し、そちらがアルバムに収録される運びとなった。ボーカルをペリーが担当した別バージョンは、ハケットの冠なしでもシングルとして十分に強さがあると考えられていたのだがお蔵入りとなり、2005年のリマスターされた『プリーズ・ドント・タッチ』のボーナストラックとしてリリースされた。
エレクトリックベース・ブランドであるウォルの史上初となるベースは、ジョン・G・ペリーの仕様に従ってペリーの友人であるイアン・ウォラーによって制作された。

## ディスコグラフィ

### ソロ・アルバム
- 『サンセット・ウェイディング』 - Sunset Wading (1976年)
- Seabird (1995年)

### キャラヴァン
- 『夜ごとに太る女のために』 - For Girls Who Grow Plump in the Night (1973年)
- 『キャラヴァン&ニュー・シンフォニア』 - Caravan and the New Symphonia (1974年)
- 『ソングス・フォー・オブリヴィオン・フィッシャーメン』 - Songs for Oblivion Fishermen (1998年)

### クォンタム・ジャンプ
- Quantum Jump (1976年)
- Barracuda (1977年)
- Mixing (1979年)

### その他の参加アルバム
- Dave Elliott: Solid Ground (1973年)
- ケヴィン・エアーズ: 『夢博士の告白』 - The Confessions of Dr. Dream and Other Stories (1974年)
- カーヴド・エア: 『ミッドナイト・ワイアー』 - Midnight Wire (1975年)
- ゴードン・ギルトラップ: Visionary (1976年)
- Nutshell: Flyaway (1977年)
- ゴードン・ギルトラップ: Perilous Journey (1977年)
- カフェ・ジャックス: 『ラウンド・ザ・バック』 - Round the Back (1977年)
- マイケル・ジャイルズ: 『プログレス』 - Progress (1978年)
- ゴードン・ギルトラップ: 『フィア・オブ・ザ・ダーク』 - Fear of the Dark (1978年)
- アンソニー・フィリップス: 『ワイズ・アフター・ジ・イヴェント』 - Wise After the Event (1978年)
- スティーヴ・ハケット: 『プリーズ・ドント・タッチ』 - Please Don't Touch! (1978年) ※2005年のリマスター盤にペリー版「ナルニア」を収録。
- カフェ・ジャックス: 『インターナショナル』 - International (1978年)
- アンソニー・フィリップス: 『サイズ』 - Sides (1979年)
- Aviator: Aviator (1979年)
- Aviator: Turbulence (1980年)
- Adrian Snell: The Virgin (1981年)
- ソフト・マシーン: 『ランド・オブ・コケイン』 - Land of Cockayne (1981年) ※ボーカル、バック・ボーカル担当
- Paul Field: Daybreak (1983年)